# Pogonotriccus ophthalmicus
A Pogonotriccus ophthalmicus a madarak (Aves) osztályának verébalakúak (Passeriformes) rendjébe és a királygébicsfélék (Tyrannidae) családjába tartozó faj.

## Rendszerezése
A fajt Wladyslaw Taczanowski lengyel zoológus írta le 1874-ben. Besorolása vitatott, egyes szakértők a Phylloscartes nembe helyezik Phylloscartes ophthalmicus néven.

## Alfajai
- Pogonotriccus ophthalmicus ophthalmicus (Taczanowski, 1874)
- Pogonotriccus ophthalmicus ottonis (Berlepsch, 1901)
- Pogonotriccus ophthalmicus purus (Todd, 1952)

## Előfordulása
Dél-Amerikában, Bolívia, Kolumbia, Ecuador, Peru és Venezuela területén honos. Természetes élőhelyei a szubtrópusi és trópusi síkvidéki és hegyi esőerdők. Állandó, nem vonuló faj.

## Megjelenése
Testhossza 10 centiméter, testtömege 10-11 gramm.

## Természetvédelmi helyzete
Az elterjedési területe nagyon nagy, egyedszáma pedig stabil. A Természetvédelmi Világszövetség Vörös listáján nem fenyegetett fajként szerepel.